# Sonja Lyttkens
Sonja Lyttkens, född 26 augusti 1919 i Stockholm, död 18 december 2014 i Uppsala, var en svensk matematiker, verksam vid Uppsala universitet och den första kvinnan att inneha en lektorstjänst i matematik vid ett svenskt universitet. Under sextio- och sjuttiotalet var hon även engagerad i kvinnosaksdebatten och drev frågan om sambeskattningens avskaffande. Efter att ha pensionerats tog hon upp målningen och hade ett flertal utställningar.

## Biografi
Sonja Lyttkens var dotter till skulptören Anna Petrus och lasarettsläkaren Harald Lyttkens. Efter studentexamen 1937 inskrevs hon på Uppsala universitet, där hon 1939 blev fil.kand. och 1942 fil. mag. och 1951 fil.lic. Hon disputerade 1956 i matematik på avhandlingen The Remainder In Tauberian Theorems. Till sin handledare hade hon professor Arne Beurling. Hon blev den andra kvinnan i Sverige som erhöll en doktorsgrad i matematik. Hon fick sedan en docenttjänst och blev 1963 Sveriges första kvinnliga universitetslektor i matematik.
Lyttkens var mycket engagerad i arbetet med att förbättra kvinnors villkor i den akademiska världen och deltog i konferenser och nätverk som syftade till att uppmuntra unga flickor att studera matematik. Lyttkens även engagerad i frågan om sambeskattning mellan makar i Sverige. De artiklar hon skrev i ämnet bidrog till den ändring av grundlagen som kom 1971 och som ledde till att kvinnor i högre grad kom ut i förvärvslivet.
Lyttkens tillträdde 1970 som Kalmar nations och Uppsala Universitets första kvinnliga inspektor.
Under hela sitt liv hade hon vid sidan om sitt arbete ägnat sig åt akvarellmålning. Efter sin pension hade hon ett flertal utställningar och är representerad med akvareller hos statens konstråd.

## Privatliv
Sonja Lyttkens var i sitt första äktenskap gift 1942–50 med Åke Nåsander. Hon gifte om sig 1960 med fil. dr Sven Hamrell (1928–2020). Hon var i första äktenskapet mor till Ulla Lyttkens (född 1942), Leif Lyttkens (född 1944) och Marie-Louise Nordström (1946–2006). I sitt andra äktenskap fick hon barnen Harald Hamrell (född 1960) och Anna Hamrell (född 1965).

## Utmärkelser
Sonja Lyttkens blev jubeldoktor vid Uppsala Universitet år 2006.